# Ахаја (округ)
Округ Ахаја је округ у периферији Западна Грчка и историјској покрајини Пелопонез у западном делу Грчке. Управно средиште округа је град Патрас, истовремено и седиште периферије и један од најважнијих градова у Грчкој. Важан је и град Егио.
Округ Ахаја је успостављен 2011. године на месту некадашње префектуре, која је имала исти назив, обухват и границе.

## Порекло имена
Назив округа недвосмислено упућује на древно грчко племе Ахајце, који су насељавали ово подручје у време антике.

## Природне одлике
Округ Ахаја је смештен у северном делу Пелопонеза. Са севера округ окружује море, тачније Патраски залив и Коринтски залив Јонског мора. Са друге стране првог залива је округ Етолија-Акарнанија, а другог Фокида, док је најужем месту Ахаја повезана мостом Рио-Антирио са другом обалом. Са истока округ се граничи са округом Коринтија, са југа округом Акадија и са запада округом Илија.
Највећи део округа Ахаја је планински. На југу су планине Еримантос и Килини, док се у средишњем делу налази планина Панаико. Северни део округа је узана приобална равница, плодна и густо насељена. Речних токова има мало и то углавном кратке реке, које током летњих суша пресуше. Пошумљеност је углавном везана за средишњи планински појас, али постоје и шуме у приморју. Током пожара последњих година страдало много површина под шумом.
Клима у округу Ахаја је у приморским деловима средоземна, док у планинским крајевима због знатне висине она прелази у оштрију планински облик.

## Историја
Округ Ахаја је добио име по древном грчком племену Ахајцима, који су насељавали ово подручје у време антике. Касније, после освајања овог подручја од стране старог Рима 146. п. н. е., овај назив проширио се на целу Грчку - Провинција Ахаја. После је ово подручје било прикључено Византији, у 13. веку освајају је Крсташи, да би средином 15. века Ахаја постаја део отоманског царства. Под њима ће остати до савременог доба, изузев краја 16. века, када је била под влашћу Млетака.
1821. године ово подручје било је једно од првих која су узела учешће у Грчком Устанку. Одмах по успостављању државе Грчке образована је и префектура Ахаја-Елис, која је подељена на две засебне јединице 1936. године. После Грчко-турског рата 1923. године на ово подручје се доселило много грчких пребеглица из Мале Азије. Последњих деценија некадашња префектура, данас округ је осавремењен, али је то било успорено земљотресом 1994. године, ако и прилично бројним шумским пожарима.

## Становништво
По последњим проценама из 2005. године округ Ахаја је имао преко 330.000 становника, од чега свега 1/2 живи у седишту округа, граду Патрасу, а у широј градској области Патраса око 2/3 становника округа.
Етнички састав: Главно становништво округа су Грци, а званично признатих историјских мањина нема. И поред тога у округу живи заједница Рома и мања скупина новијих досељеника.
Густина насељености је око 100 ст./км², што је осетно више од просека Грчке (око 80 ст./км²). Приобални појас је много боље насељен него планинско подручје у унутрашњости Пелопонеза.

## Управна подела и насеља
Округ Ахаја се дели на 5 општина:
1. Еримантос
2. Западна Ахаја
3. Игијалеја
4. Калаврита
5. Патрас

Патрас је седиште округа и највећи град. Поре тога, велики градови (> 10.000 ст.) у округу су и Егио и Като Ахаја.

## Привреда
Ахаја је један од привредно најважнијих округа Грчке. Ово је све захваљујући граду Патрасу, који је једно од најважнијих индустријских и трговачких средишта државе. У граду и околини постоје бројна индустријска предузећа, а у месту Рио налази се рафинерија. У унутрашњости доминира пољопривреда (маслине, винова лоза). Унутрашњост је ретко насељена и стога незагађена, па се овде налазе бројни извори питке воде, чију воду користе оближње фабрике за флаширање (најпознатија "Кока Кола").